# Années 170 av. J.-C.
Les années 170 av. J.-C. couvrent les années de 179 av. J.-C. à 170 av. J.-C.

## Événements

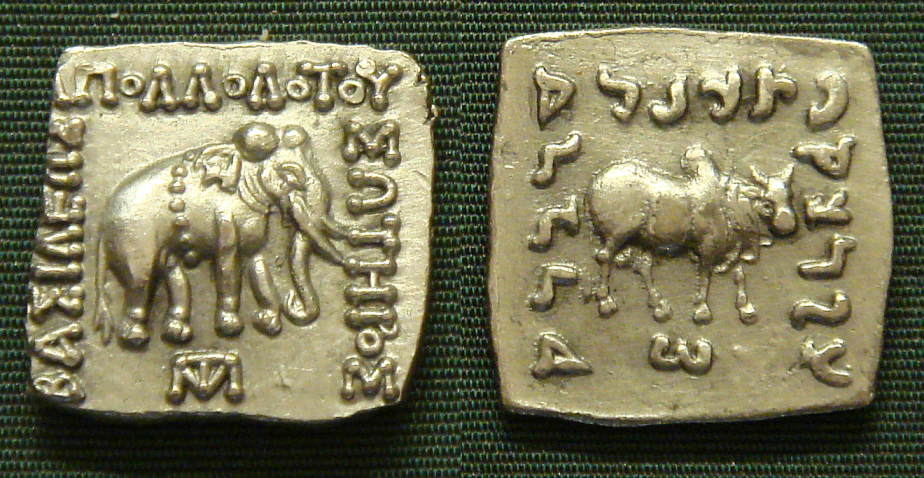
Pièce d'Apollodote Ier. Les pièces de monnaie des royaumes gréco-bactrien et indo-grec portent une inscription en grec sur une face, en prâkrit (langue dérivée du sanskrit) sur l’autre.

- Vers 180-160 ou 174-165 av. J.-C. : règne d'Apollodote Ier en Bactriane[1].
- Vers 180-130 av. J.-C. : dates supposées du règne de Kharavela, roi de Kalinga[2]. Il mène de nombreuses expéditions militaires contre ses voisins. Le Kalinga est alors un des royaumes les plus riches de l’Inde. Il commerce avec la Birmanie.
- 176-174 av. J.-C. : campagne des Xiongnu contre les Yuezhi[3].
- 174 av. J.-C. : début de la construction du temple colossal de Zeus Olympien (Olympieion), financée par Antiochos Épiphane, à Athènes[4].
- 172-168 av. J.-C. : troisième guerre de Macédoine[5]. Rome, à l’appel de Pergame engage la guerre contre Persée de Macédoine. Les villes grecques, retenues par la crainte et l’intérêt, ne bougent pas. Persée, resté seul, tient tête sans défaillir pendant plus de quatre ans.
- 170-168 av. J.-C. : sixième guerre de Syrie[6].

## Personnages significatifs
- Antiochos IV
- Caton l'Ancien
- Héliodore
- Massinissa
- Mithridate Ier de Parthie
- Persée de Macédoine
- Phraatès Ier